# Wolf 1061d
Wolf 1061d – planeta pozasłoneczna orbitująca wokół czerwonego karła o oznaczeniu Wolf 1061.

## Odkrycie
Planeta została odkryta w 2015 roku. Do jej odnalezienia użyto metody pomiaru zmian prędkości radialnej.

## Charakterystyka
Planeta ta krąży wokół gwiazdy w odległości około 0,47 j.a. po ekscentrycznej orbicie o mimośrodzie około 0,55. Okres orbitalny planety wynosi 217,21 dni, masa co najmniej 0,0242 Masy Jowisza (7,7 mas Ziemi), zaś promień około 0,024 promienia Jowisza.